# مايكل بي غريس
مايكل بي غريس (بالإنجليزية: Michael P. Grace)‏ هو شخصية أعمال أمريكي، ولد في 1842 في كوف في جمهورية أيرلندا، وتوفي في 20 سبتمبر 1920 في لندن في المملكة المتحدة.